# Himmelsäquator

Grafische Darstellung des Zusammenhangs von Himmelsäquator (gelb), Himmelsnordpol und Ekliptik (rot)

Der Himmelsäquator ist die Projektion des Erdäquators vom Erdmittelpunkt aus auf die (gedachte) Himmelskugel. Alle Punkte auf dem Himmelsäquator sind 90° vom Himmelsnordpol entfernt und  haben im äquatorialen Koordinatensystem die Deklination 0°.
Auf dem Himmelsäquator wird die Rektaszension analog zu den Längengraden auf der Erde abgetragen. 